# Helmut Konrad (Politiker, 1954)
Helmut Konrad (* 16. Mai 1954 in Vaduz) ist ein liechtensteinischer Lehrer und Politiker (FBP).

## Biografie
Konrad studierte Germanistik und Geschichte an der Universität Bern und unterrichtete nach Beendigung seines Lehramtsstudiums von 1980 bis 2002 als Lehrer am Liechtensteinischen Gymnasium. In dieser Zeit gehörte er von 1987 bis 2002 als Prorektor der Schulleitung an. Seit 2002 ist er im Schulamt des Fürstentums Liechtenstein Abteilungsleiter für den Bereich Mittel- und Hochschulwesen. Des Weiteren ist er beratendes Mitglied des Universitätsrates der Privaten Universität im Fürstentum Liechtenstein. 
Konrad war von 1997 bis 2005 für die Fortschrittliche Bürgerpartei (FBP) Abgeordneter im Landtag des Fürstentums Liechtenstein. Bei den Gemeinderatswahlen 2003 kandidierte er für das Amt des Gemeindevorstehers von Schaan, unterlag jedoch dem Amtsinhaber Daniel Hilti von der Vaterländischen Union.